# Saison 3 de Nip/Tuck
Chronologie
Saison 2 Saison 4
Cet article présente les quinze épisodes de la troisième saison de la série télévisée américaine Nip/Tuck.

## Distribution

### Acteurs principaux
- Dylan Walsh (VF : William Coryn : Dr Sean McNamara
- Julian McMahon (VF : Arnaud Arbessier) : Dr Christian Troy
- John Hensley (VF : Vincent Barazonni) : Matt McNamara
- Roma Maffia (VF : Frédérique Cantrel) : Liz Cruz
- Bruno Campos (VF : Guillaume Lebon) : Dr Quentin Costa
- Kelly Carlson (VF : Murielle Naigeon) : Kimber Henry
- Jessalyn Gilsig (VF : Rafaèle Moutier) : Gina Russo
- Joely Richardson (VF : Laurence Dourlens) : Julia McNamara

### Acteurs récurrents
- Famke Janssen (VF : Juliette Degenne) : Ava Moore
- Rhona Mitra (VF : Barbara Tissier) : Kit McGraw
- Anne Heche (VF : Virginie Ledieu) : Nicole Morretti
- Tanner Richie (en) (VF : Olivier Podesta) : Austin Morretti
- Kathy Baker (VF : Brigitte Morisan) : Gail Pollack
- Brittany Snow (VF : Philippa Roche) : Ariel Alderman
- Vanessa Redgrave (VF : Nadine Alari) : Dr Erica Noughton
- Willam Belli (VF : Pierre Tessier) : Cherry Peck

## Épisodes
| N° | #  | Titre                                             | Réalisation      | Scénario                          | Première diffusion                                                                 |
| --- | -- | ------------------------------------------------- | ---------------- | --------------------------------- | ---------------------------------------------------------------------------------- |
| 30 | 01 | Blessures secrètes Mamma Boone                    | Elodie Keene     | Ryan Murphy                       | États-Unis : 20 septembre 2005 sur FX France : 30 décembre 2005 sur Paris Première |
| Pendant que Christian essaye de se remettre de son attaque par "le découpeur", Sean doit recruter un chirurgien pour maintenir l'activité du cabinet. Sean est contacté par l'inspecteur Fischman pour opérer une femme obèse littéralement collée à son canapé. |    |                                                   |                  |                                   |                                                                                    |
| 31 | 02 | À fleur de peau Kiki                              | Elodie Keene     | Lynnie Greene (en) Richard Levine | États-Unis : 27 septembre 2005 sur FX France : 18 janvier 2006 sur Paris Première  |
| Christian doit supprimer la cicatrice faciale d'un gorille pour aider ses chances de reproduction. Après avoir appris qu'Ava est une femme transgenre, Matt interroge sa propre sexualité et fréquente un bar transsexuel. Un ancien membre de gang demande à Sean et Quentin de lui enlever ses tatouages faciaux pour qu'il puisse trouver un travail. |    |                                                   |                  |                                   |                                                                                    |
| 32 | 03 | Ménage à trois Alex, Derek and Gary               | Craig Zisk       | Brad Falchuk                      | États-Unis : 4 octobre 2005 sur FX France : 25 janvier 2006 sur Paris Première     |
| Sean, Julia et Christian essayent de trouver une solution pour aider Matt. Christian effectue une intervention chirurgicale dans son ancienne fraternité pour aider à couvrir un rituel de bizutage qui a mal tourné. Quentin est invité à une partie fine avec Christian, Kit et Kimber, mais le jeu tourne court quand il fait des avances à Christian. |    |                                                   |                  |                                   |                                                                                    |
| 33 | 04 | Douleur fantôme Rhea Reynolds                     | Greer Shephard   | Jennifer Salt                     | États-Unis : 11 octobre 2005 sur FX France : 1er février 2006 sur Paris Première   |
| Christian a des doutes sur l'histoire de la dernière victime du Découpeur. L'épouse d'un patient malade d'Alzheimer, demande une vaste chirurgie esthétique dans le but de trouver un moyen que son mari se souvienne d'elle. Sean se retrouve sous le coup d'une enquête des services de protection de l'enfance après que Matt a demandé une ordonnance restrictive pour l'avoir frappé. |    |                                                   |                  |                                   |                                                                                    |
| 34 | 05 | Tel père, tel fils Granville Trapp                | Jeremy Podeswa   | Sean Jablonski                    | États-Unis : 18 octobre 2005 sur FX France : 8 février 2006 sur Paris Première     |
| Christian devient le principal suspect dans l'affaire du Découpeur après que la police trouve une preuve accablante sur la dernière scène de crime. Un homme séropositif qui souffre de lipodystrophie du visage vient chez McNamara / Troy pour retrouver un visage feintant la bonne santé. |    |                                                   |                  |                                   |                                                                                    |
| 35 | 06 | Frankenlaura                                      | Michael M. Robin | Hank Chilton                      | États-Unis : 25 octobre 2005 sur FX France : 15 février 2006 sur Paris Première    |
| McNamara / Troy est dans une situation financière désespérée après l'arrestation de Christian. Gina et Julia décident de monter un spa de remise en forme post-opératoire. Sean et Christian sont à contrecœur impliqués dans l'affaire macabre d'un homme qui a reconstitué le corps d'une femme à partir des appendices d'autres cadavres. |    |                                                   |                  |                                   |                                                                                    |
| 36 | 07 | Jusqu'à ce que la mort nous sépare Ben White      | Jeremy Podeswa   | Lynnie Greene (en) Richard Levine | États-Unis : 1er novembre 2005 sur FX France : 22 février 2006 sur Paris Première  |
| Un homme souffrant de trouble de l'identité corporelle demande à Christian et Quentin de lui amputer une jambe. Après avoir quitté McNamara / Troy, Sean veut utiliser ses compétences en chirurgie auprès du programme de protection des témoins. Il doit transformer le visage d'une femme, Nikki Morretti, et de son fils, Austin. Après qu'une cliente du "spa de la mer" révèle son secret de beauté saisissante à Julia, Gina et Liz, elles fabriquent un nouveau produit phare - et espèrent que l'ingrédient principal restera secret. |    |                                                   |                  |                                   |                                                                                    |
| 37 | 08 | Pour ne plus être seul Tommy Bolton               | Guy Ferland      | Brad Falchuk                      | États-Unis : 8 novembre 2005 sur FX France : 1er mars 2006 sur Paris Première      |
| Nikki et Austin découvrent leur nouveau visage, mais ce dernier, paniqué, s'enfuit d'une bâtiment du FBI. La demande de chirurgie plastique de la part d'un patient atteint du syndrome de Down incite Christian à prendre contact avec sa mère biologique, Gail Pollack. Quentin courtise Julia, qui se sent flattée de l'attention. |    |                                                   |                  |                                   |                                                                                    |
| 38 | 09 | Nouvelle Identité Hannah Tedesco                  | Michael M. Robin | Sean Jablonski                    | États-Unis : 15 novembre 2005 sur FX France : 8 mars 2006 sur Paris Première       |
| Christian et Quentin doivent greffer le visage d'une jeune femme dans le coma sur celui d'une jeune qui a eu le visage arraché dans un manège. Sean remet en cause ses sentiments croissants pour Nikki quand il apprend la vérité sur son sombre passé. |    |                                                   |                  |                                   |                                                                                    |
| 39 | 10 | L'Homme de ma vie Madison Berg                    | Greg Yaitanes    | Jennifer Salt                     | États-Unis : 22 novembre 2005 sur FX France : 15 mars 2006 sur Paris Première      |
| Le mariage de Christian et Kimber se prépare, mais ceux-ci doutent de leurs sentiments respectifs. Matt fait la connaissance d'Ariel, une camarade de classe très critique envers la chirurgie esthétique, mais qui désire tout de même rencontrer Christian et Sean dans le but d'un exposé. |    |                                                   |                  |                                   |                                                                                    |
| 40 | 11 | Trop beau pour toi Abby Mays                      | Michael M. Robin | Hank Chilton                      | États-Unis : 29 novembre 2005 sur FX France : 22 mars 2006 sur Paris Première      |
| Un militaire vient au cabinet pour se faire retirer les éclats de mitraille de son visage. Christian essaye d'oublier qu'il a été quitté par Kimber sur l'autel de l'église en se vengeant cruellement sur une patiente. |    |                                                   |                  |                                   |                                                                                    |
| 41 | 12 | Bienvenue en enfer Sal Perri                      | David Nutter     | Lynnie Greene (en) Richard Levine | États-Unis : 6 décembre 2005 sur FX France : 29 mars 2006 sur Paris Première       |
| L'avion de la mère de Julia s'écrase juste après le décollage. Julia, Christian, Sean et Liz sont appelés en renfort pour sauver un maximum de blessés. Julia met à profit ses connaissances médicales tout en tentant de retrouver sa mère parmi les blessés. |    |                                                   |                  |                                   |                                                                                    |
| 42 | 13 | La Femme du père Noël Joy Kringle                 | Greer Shephard   | Sean Jablonski Jennifer Salt      | États-Unis : 13 décembre 2005 sur FX France : 5 avril 2006 sur Paris Première      |
| Une femme interprétant la mère Noël avec son mari tous les ans dans un centre commercial décide d'avoir recours à une lipoaspiration pour casser l'image de la mère Noël rondouillarde. Christian et Sean découvrent quelque chose dans son abdomen durant l'opération. Julia découvre qu'elle est enceinte, mais ignore si le père est Quentin, avec qui elle a eu un brève relation. Ariel, la petite-amie de Matt veut se faire blanchir la peau, parce qu'elle est un seizième noire.                                                      |    |                                                   |                  |                                   |                                                                                    |
| 43 | 14 | La Beauté est la malédiction du monde Cherry Peck | Craig Zisk       | Brad Falchuk Hank Chilton         | États-Unis : 20 décembre 2005 sur FX France : 12 avril 2006 sur Paris Première     |
| Cherry Peck, la personne frappée par Matt en raison de son changement de sexe, menace de prévenir la police si Sean et Christian ne soignent pas gratuitement les dommages de son agression. Un colis ensanglanté arrive au cabinet, il s'agit des implants mammaires de Kimber envoyés par le "Découpeur". |    |                                                   |                  |                                   |                                                                                    |
| 44 | 15 | Les Liens du sang Quentin Costa                   | Ryan Murphy      | Ryan Murphy                       | États-Unis : 20 décembre 2005 sur FX France : 19 avril 2006 sur Paris Première     |
| Le "Découpeur" a encore frappé et a fait neuf victimes en une seule nuit. Quentin est suspecté d'être le psychopathe, mais une surprenante révélation semble le mettre hors de cause. |    |                                                   |                  |                                   |                                                                                    |